# Taoura
Taoura, (en berbère ⵜⴰⵡⵔⴰ),  ancienne Thagora pendant l'antiquité et Gambetta au temps de la colonisation française est une commune de la wilaya de Souk Ahras en Algérie, située sur la RN 82, à environ 20 km au sud-est de Souk Ahras.

## Géographie

### Situation
Le territoire de la commune de Taoura se situe au sud-est de la wilaya de Souk Ahras.
| Zaarouria | Zaarouria, Merahna    | Merahna    |
| Dréa      | Taoura                | Sidi Fredj |
| Dréa      | ? (Wilaya de Tébessa) | Sidi Fredj |

### Localités de la commune
La commune de Taoura est composée de vingt localités :
- Aïn Djemaa
- Aïn Hadjar
- Benattia
- Bir Seddour
- Boudis
- El Askar El Henchir
- El Barka
- El Battoum
- El Bir
- El Khenga
- El Koutbane
- El Mellag
- El Merdja
- El Okla
- El Retba El Beida
- Etabaka El Hamri
- Ghar Erroutba
- Guedir El Hamara
- Taoura
- Zouitine

## Toponymie
Le mot Taoura est une francisation du mot berbère Tawura ⵜⴰⵡⵓⵔⴰ qui veut dire : "porte, accès, corridor".

## Administration
Le 13 mai 2020, le  wali de Souk-Ahras suspend le  président de l'APC, à la suite d'accusations de « faux et usage de faux, dilapidation des deniers publics, abus de fonction, élaboration de fausses décisions et octroi d’indus avantages dans les marchés publics ».

## Personnalités liées à la commune
- Crispine de Thagare, née à Thagura au IIIe siècle, martyre chrétienne décapitée en 304 à Tiffech[6].